# Miko Haljas
Miko Haljas (ur. 20 stycznia 1967 w Tallinnie) – estoński urzędnik państwowy dyplomata, były wiceminister obrony, od 2022 ambasador Estonii w Polsce.

## Życiorys
W 1994 ukończył studia z dziedziny inżynierii chemicznej w Tallińskim Uniwersytecie Technicznym, następnie kształcił się także w Estońskiej Szkole Dyplomacji. Studiował stosunki międzynarodowe w Instytucie Stosunków Międzynarodowych Clingendael w Hadze, a także w Koledżu Obronności NATO w Rzymie.
W 1995 rozpoczął pracę w Ministerstwie Spraw Zagranicznych Estonii. Był zatrudniony m.in. w ambasadzie estońskiej w Helsinkach i Waszyngtonie. W latach 2006-2010 sprawował funkcję ambasadora Estonii na Węgrzech, w Chorwacji i Słowenii, następnie zaś był ambasadorem w Turcji, Azerbejdżanie i Libanie (2012-2016). W 2016 został wiceministrem obrony, następnie zaś objął funkcję ambasadora w Egipcie. Był akredytowany także w Etiopii, Libanie, Jordanii, Omanie, a także jako obserwator w Lidze Państw Arabskich oraz Unii Afrykańskiej.
W 2022 został ambasadorem Estonii w Polsce.
Żonaty, ma dwójkę dzieci.

## Odznaczenia
- Krzyż Komandorski Orderu Zasługi RP – Polska, 2025[4]